# 山下貞子
山下 貞子（やました さだこ、1932年（昭和7年）11月5日 - 没年不明）は、昭和時代の競泳選手。新姓は沢。

## 経歴
奈良県宇智郡野原町（現五條市）出身。奈良県立五條高等学校を卒業後、東洋レーヨンに入社。
1952年ヘルシンキオリンピックに競泳日本代表として女子100m自由形と400m自由形に出場したがいずれも予選落ちに終わった。女子4×100m自由形リレーでは6位に入賞した。